# M10 (Oekraïne)
De M10 is een autoweg en toekomstige autosnelweg in het westen van Oekraïne. De weg verbindt Lviv met de Poolse grens bij Krakovets. De weg is onderdeel van de route tussen Rzeszów en Lviv. De weg wordt momenteel aangelegd als autosnelweg. Ter hoogte van het grensplaatsje Krakovets is al een gedeelte in gebruik als snelweg. De weg is 69 kilometer lang.

## Verloop
De weg begint in het centrum van Lviv, en kruist na 11 kilometer de ringweg van de stad. Via Javoriv loopt de weg naar de Poolse grens, waar de weg overgaat in de DK4 naar Rzeszów en Krakau. In de toekomst moet de weg aansluiten op de snelweg A4. Dan is er een doorgaande snelwegverbinding tussen West-Europa en Kiev.
8 kilometer van de M10 is momenteel in gebruik als autosnelweg, tussen de Poolse grens en Ljoebyni.
M01 ·
M02 ·
M03 ·
M04 ·
M05 ·
M06 ·
M07 ·
M08 ·
M09 ·
M10 ·
M11 ·
M12 ·
M13 ·
M14 ·
M15 ·
M16 ·
M17 ·
M18 ·
M19 ·
M20 ·
M21 ·
M22 ·
M23 ·
M24 ·
M25 ·
M26 ·
M27 ·
M28 ·
M29 ·
M30
N01 ·
N02 ·
N03 ·
N04 ·
N05 ·
N06 ·
N07 ·
N08 ·
N09 ·
N10 ·
N11 ·
N12 ·
N13 ·
N14 ·
N15 ·
N16 ·
N17 ·
N18 ·
N19 ·
N20 ·
N21 ·
N22 ·
N23 ·
N24 ·
N25 ·
N26 ·
N27 ·
N28 ·
N30 ·
N31 ·
N32 ·
N33